# Hütte der Dorslandtrekker
Die Hütte der Dorslandtrekker (englisch Dorsland Trekker Cottage) ist die Ruine einer historischen Schutzhütte der Dorslandtrekker, zwischen Kamanjab und Ruacana, westlich der Hauptstraße C43, im Nordwesten Namibias bei Otjitunduwa. 
Sie ist seit dem 1. März 1951 ein Nationales Denkmal Namibias.
Die Hütte wurde 1878 zum Schutz der Wanderer auf dem Weg von der Südafrikanischen Republik nach Angola errichtet. Hierfür zeichnet van der Merve, ein Trekker, Farmer und Kirchenprediger verantwortlich. Heute erinnern zerfallene Mauern sowie eine 1950 errichtete Steinpyramide mit Gedenktafel an die Hütte. Die Ruinen lassen ein Zwei-Raum-Haus mit Einfriedung von 80 × 100 Meter erkennen. Bewohnt wurde diese bis 1880. Der Ort war ursprünglich als Rusplaas (Afrikaans für Rastplatz) bekannt und befindet sich im Zentrum des Kaokovelds.